# Phantasie
Phantasie est un jeu vidéo de rôle créé par Winston Douglas Wood et publié par Strategic Simulations en 1985 sur Apple II et Commodore 64. Il est ensuite porté sur Atari ST en 1986 puis sur IBM PC, Atari 8-bit et Amiga en 1987. Le jeu se déroule dans un univers médiéval-fantastique et utilise une interface graphique en écran divisé qui propose différents menus pour acheter des équipements, explorer les donjons, naviguer sur la carte du monde du jeu ou engager un combat. Il contient 80 monstres, 50 sorts et une centaine de pièces d’équipements différents. Il permet au joueur de contrôler jusqu’à six aventuriers, qu’il choisit dans une liste qui en contient 37, les autres étant laissé dans les différentes guildes du jeu entre les missions. Outre les races standards, comme humain, nain, elfe, gnome ou hobbit, le joueur peut également choisir la race de ses personnages aléatoirement,  ce qui lui permet d’obtenir d’autres races comme un troll, un gobelin, une orque… Chaque race à des avantages et des inconvénients. Certains donjons ne sont par exemple accessibles que si le groupe d’aventurier inclut un minotaure. Certaines races ont une espérance de vie plus courte que d’autres, ce qui peut se révéler important puisque les personnages vieillissent au cours du jeu. Le jeu propose un système de combat au tour par tour innovant pour l’époque et qui sera plus tard repris dans de nombreux jeu de rôle, notamment sur console. Les personnages sont affichés en ligne en bas de l’écran et leurs ennemis un peu plus hauts. Pendant son tour, le joueur choisit comment chaque personnage doit attaquer, les résultats des attaques étant déterminé à la fin du tour. À sa sortie, le jeu est très bien accueilli par la presse spécialisée qui le désigne comme un des meilleurs jeux de rôle disponible sur ordinateur. Avec plus de 50 000 exemplaires vendus, il devient ainsi le plus grand succès commercial de SSI dans le domaine du jeu de rôle et donnera lieu à deux suites, Phantasie II et Phantasie III.

## Trame
Phantasie prend place dans un univers médiéval-fantastique. Il se déroule sur une île isolée du monde, l’île de Gelnor, qui après une longue période de paix et sous la domination d’un sorcier démoniaque connu sous le nom de Nikademus. Peu avant la chute de Gelnor, de grands magiciens ont imaginé un plan afin de l’arrêter et, avec l’aide des dieux, ils ont forgé neuf anneaux destinés à le vaincre. Informé du plan par un traitre, le sorcier parvient à les empêcher d’accomplir leur objectif, puis se venge en transformant les magiciens en de puissants chevaliers noirs qu’il charge de terroriser et de rançonner la population de Gelnor. Son méfait accompli, il part à la conquête de nouveaux royaumes. Le joueur incarne un groupe d’aventurier dont l’objectif est de vaincre le sorcier Nikademus afin de ramener la paix sur l’île de Gelnor. Pour cela, le groupe doit d’abord retrouver les neuf anneaux forgés par les magiciens en explorant l’île de Gelnor, huit d’entre eux pouvant être trouvé dans des donjons et le neuvième devant être acheté dans une cité difficile d’accès. Outre les anneaux, les héros doivent également retrouver quatre runes, correspondant aux quatre éléments. Après avoir acquis les anneaux et les runes, le groupe peut accéder à l’Olympe afin d’y rencontrer les dieux, dont Zeus qui leur offre un cadeau. De retour sur l’île de Gelnor, ils se rendent dans le château du sorcier où ils affrontent les chevaliers noirs puis Nikademus.

## Système de jeu
Phantasie est un jeu vidéo de rôle médiéval-fantastique dans lequel le joueur contrôle un groupe de six aventuriers avec lequel il doit retrouver et de vaincre le sorcier Nikademus. 

### Personnages
Le jeu débute par une phase de création des personnages qui lui permet d’abord de sélectionner la race de ses aventuriers parmi cinq espèces standards – humain, nain, elfe, gnome ou hobbit – ou de laisser l’ordinateur la choisir aléatoirement, ce qui lui permet d’obtenir d’autres types de créatures tel que des trolls, des gobelins, des orcs ou des minotaures,. Chaque race possède des avantages et des inconvénients. Certaines espèces vivent ainsi plus longtemps que d’autres et un des donjons du jeu n’est par exemple accessible qu’aux groupes d’aventuriers qui inclut un minotaure. Le jeu prend également en compte le racisme envers certaines races, qui subissent une pénalité de charisme et qui voient donc le coût de leurs entrainements  relevés du fait de leur mauvaise réputation. Chaque personnage ainsi obtenus possède six caractéristiques qui sont la force, l’intelligence, la dextérité, la constitution, le charisme et la chance. Ces dernières sont générées aléatoirement par l’ordinateur, en fonction de la race des personnages. En plus de ces caractéristiques de bases, chaque personnage se voient attribuer des points dans différentes compétences comme l’attaque, la parade, la nage, l’écoute, la capacité à détecter ou à désarmer les pièges, à crocheter une serrure ou à trouver des objets. Ces points sont distribués en fonction de la race et de la classe du personnage. Suivant les caractéristiques obtenues, le joueur peut choisir la classe de chaque aventurier, parmi les six proposés qui sont guerrier, ranger, voleur, moine, prêtre et magicien. Ces classes n’imposent pas de restrictions aux personnages qui peuvent donc être équipé de n’importes quelles armes ou armures si leurs attributs le leur permet. Outre la race, le métier et leurs six attributs, les personnages possèdent des points de magie qui leur permettent de lancer les sortilèges qu’ils apprennent. Chaque sort a en effet un coût, entre un et quatre points de magie, et lorsqu’un personnage n’a plus de magie, il ne peut plus lancer de sorts. A la fin de chaque combat, les personnages gagnent de l’expérience. Gagner des niveaux nécessite en revanche de subir un entrainement, dans une guilde, qui coûte une certaine quantité de pièces d’or, qui augmente au fur et à mesure que les personnages progressent.

### Exploration
Le jeu débute dans la cité de Pelnor où il peut créer des personnages et composé son groupe d’aventurier. Comme dans les autres cités du jeu, le joueur peut également accéder à différentes boutiques : la banque, ou il peut déposer ses pièces d’or, l’armurerie ou il peut acheter de l’équipement pour ses personnages, et la guilde où il peut convertir les points d’expérience de ses personnages en niveau et faire apprendre de nouveaux sorts à ses personnages. Une fois son groupe formé et ses personnages équipés, il peut commencer à explorer le reste du monde. La carte de ce dernier est divisée en seize cases carrées. Seules les deux premières sont au départ entièrement visible et les autres doivent être exploré pour découvrir ce qui s’y cache,. Sur la carte apparaissent différents types de terrain dont des forêts, des collines, des montagnes, des marécages, des prairies et des routes. La probabilité de rencontrer des monstres varient suivant le type de terrain que traversent le groupe, seules les routes étant relativement sûres. Sur le chemin se trouvent également des auberges qui permettent au joueur de régénérer les points de vie et de magie de ses personnages, en échange d’un certain nombre de pièces d’or. En plus des cités et des auberges, le joueur peut également découvrir des donjons, comme des cavernes, des châteaux ou des cités abandonnées. Lorsque le groupe d’aventurier y pénètre, ces donjons sont affichés sous forme de plan. Au fur et à mesure que le groupe les explore, leurs couloirs et les portes s’affichent à l’écran. La probabilité d’y rencontrer des monstres y est plus élevée mais les trésors sont également plus importants.

### Combat
Les rencontres ne débouchent pas forcement sur un combat. Il est en effet possible de discuter avec les créatures rencontrées, voire de les recruter. Si le joueur décide néanmoins d’attaquer, le jeu bascule sur un écran de combat. Les six personnages du joueur sont alors affichés en ligne en bas de l’écran et les créatures adverses au-dessus, à différents niveaux. Le combat se déroule au tour par tour et à chaque tour, le joueur choisit le type d’attaque que doit utiliser chacun de ses personnages. Plusieurs options offensives sont en effet proposées et permettent au joueur de doser le nombre et la puissance des coups portés. Lors d’un combat, le voleur et le magicien peuvent attaquer n’importe quel ennemi alors que les combattants au corps à corps ne peuvent attaquer que les monstres les plus proches. D’autres options permettent également au joueur de demander à ses personnages de fuir ou de défendre, ou de tenter de soudoyer leurs ennemis pour les pousser à se rendre,. A la fin du tour, les attaques sont initiés dans un ordre aléatoire et l’ordinateur calcul leurs résultats. Des animations permettent au joueur de visualiser les différentes attaque, en montrant par exemple un guerrier levé son arme ou un magicien lancer un sort, et à la fin des combats, les personnages effectuent une courte danse de la victoire s’ils gagnent.

### Interface
Le jeu propose une interface graphique en écran divisé. Suivant les versions du jeu, le joueur utilise le clavier, la souris ou un joystick pour naviguer dans une série de menus qui lui permettent, entre autres, de déplacer son groupe d'aventuriers sur la carte du monde, d’explorer les donjons ou d’acheter des équipements,,.

## Publication
Phantasie est publié par Strategic Simulations en mars 1985 sur Apple II et Commodore 64. Il est ensuite porté sur Atari ST en juillet 1986 puis sur IBM PC en janvier 1987, sur Atari 8-bit en mars et sur Amiga en avril de la même année,.

## Accueil
Phantasie est un « énorme succès » qui est salué par les joueurs aussi bien que par les critiques de l’époque, qui font l’éloge de son gameplay « intuitif et addictif ». Une des critiques est particulièrement enthousiaste et juge même qu’il s’agit « peut-être du meilleur jeu vidéo de rôle de fantasy » depuis la publication de Wizardry par Sir-Tech et que sur certains aspects, il estime même qu’il lui est supérieur. Il est également salué par les magazines Computer Gaming World, Commodore User, Tilt et Zzap!64,,,.
Avec plus de 50 000 exemplaires vendus, il devient le plus grand succès commercial de Strategic Simulations dans le domaine du jeu vidéo de rôle.
Rétrospectivement, Phantasie est décrit comme un jeu « étonnamment bon » par la journaliste Scorpia du magazine Computer Gaming World qui met en avant ses nombreuses fonctionnalités « intéressantes » comme ses donjons, dont la carte se dessine automatiquement, ses monstres qui peuvent être soudoyé pour éviter le combat ou ses options permettant de créer plusieurs groupes et de recruter, ou de renvoyer, des personnages dans les différentes cités du jeu. Elle estime en revanche que son système de combat est « un peu faible », du fait de l’alignement des personnages en bas de l’écran au début du combat, mais conclut que cela ne constitue pas, dans la plupart des cas, un inconvénient trop grave. De son côté, Matt Barton décrit Phantasie comme un énorme succès salué par les joueurs aussi bien que par les critiques de l’époques, qui d’après lui font l’éloge de son gameplay  intuitif et addictif. Rétrospectivement, il estime que le jeu offre « un bon équilibre entre l’histoire, les énigmes et les combats » et qu’il bénéficie d’une interface, en écran divisé, « bien organisé » grâce à son système de menus dans lesquels le joueur navigue pour déplacer son groupe sur la carte, explorer les donjons ou acheter des équipements. Concernant son système de jeu, il souligne notamment ses petits plus en matière de création de personnages, comme la possibilité de sélectionner une race aléatoirement pour obtenir des types de créatures différentes. Il met également en avant le fait que le programme dessine automatiquement la carte des lieux déjà explorés ainsi que son système de combat qui, d’après lui, sera ensuite imité dans de nombreux jeu vidéo de rôle, notamment sur console.

## Postérité
Phantasie a bénéficié de deux suites, Phantasie II (1986) et Phantasie III (1987).